# Козлов, Виталий
Вита́лий Козло́в (лит. Vitalij Kozlov; род. 5 марта 1987, Вильнюс) — литовский легкоатлет, специалист по бегу на короткие и средние дистанции. Выступал на профессиональном уровне в 2003—2017 годах, многократный победитель и призёр первенств национального значения, участник летних Олимпийских игр в Пекине.

## Биография
Виталий Козлов родился 5 марта 1987 года в Вильнюсе, Литовская ССР. Окончил Вильнюсский педагогический университет.
Впервые заявил о себе на международном уровне в сезоне 2003 года, когда вошёл в состав литовской сборной и выступил на юношеском мировом первенстве в Шербруке, где в беге на 800 метров дошёл до полуфинала.
В августе 2004 года на соревнованиях в Риге установил ныне действующий национальный рекорд Литвы в эстафете 4 × 400 метров — 3:09.93.
В 2005 году выступил на домашнем юниорском европейском первенстве в Каунасе, стартовал в индивидуальном беге на 400 метров и в эстафете 4 × 400 метров.
В 2006 году впервые стал чемпионом Литвы среди взрослых спортсменов, сразу на двух дистанциях: 400 и 800 метров.
В 2007 году в 800-й дисциплине финишировал седьмым на молодёжном европейском первенстве в Дебрецене. Будучи студентом, представлял страну на Всемирной Универсиаде в Бангкоке, где дошёл до полуфинала.
Установив ныне действующий национальный рекорд в дисциплине 800 метров на открытом стадионе (1:46.58), в 2008 году удостоился права защищать честь страны на летних Олимпийских играх в Пекине — на предварительном квалификационном этапе бега на 800 метров показал время 1:48.96, чего оказалось недостаточно для выхода в полуфинальную стадию.
После пекинской Олимпиады Козлов остался действующим спортсменом и продолжил принимать участие в крупнейших легкоатлетических стартах. Так, в 2009 году на соревнованиях в Вене он установил ныне действующий рекорд Литвы в беге на 800 метров в помещении (1:48.42), выступил на молодёжном европейском первенстве в Каунасе и на Универсиаде в Белграде.
В 2010 году стартовал на чемпионате мира в помещении в Дохе и на чемпионате Европы в Барселоне.
В 2011 году отметился выступлением на чемпионате Европы в помещении в Париже и на Универсиаде в Шэньчжэне.
В 2012 году стартовал на 800-метровой дистанции на чемпионате Европы в Хельсинки.
В 2013 году принимал участие в Универсиаде в Казани, где в беге на 800 метров дошёл до полуфинала.
Завершил спортивную карьеру по окончании сезона 2017 года.